# Табачник, Ян Петрович
Ян Петро́вич (Я́ков Пи́невич) Таба́чник (31 июля 1945, Черновцы — 11 сентября 2023, Тель-Авив) — советский и украинский эстрадный аккордеонист-виртуоз, композитор, президент Высшей лиги мэтров мирового аккордеона. Народный артист Украины (1994), народный депутат Украины V, VI, VII созывов (Партия регионов Украины). Генеральный продюсер и ведущий международного телевизионного проекта «Честь имею пригласить», основатель фестивалей-конкурсов «Владимир Крайнев приглашает» и «AccoHoliday», руководитель Международного творческого центра Яна Табачника.

## Биография
Родился в Черновцах в еврейской семье. Отец, Пётр (Пиня) Борисович (1910—1981) — фронтовик, в юности — подающий надежды спортсмен, в 1933 году — чемпион Бухареста по фигурному катанию. Вернувшись инвалидом после Второй мировой войны, работал инженером-текстильщиком. Мать, Хана Израилевна (1912—1981) — домохозяйка. Старшая сестра Ева — филолог, преподаватель немецкого языка.
Жена — певица, народная артистка Украины Татьяна Недельская (род. 2 сентября 1971). Имел троих сыновей — Петра (род. 1996), Павла (род. 2000) и Михаила (род. 2002).
Образование: Черновицкое культпросветучилище (1970), музыкально-педагогический факультет Мелитопольского государственного педагогического института (1990), юридический факультет Киевского национального университета имени Тараса Шевченко (2011).
Игру на аккордеоне начал осваивать в 10 лет, с 13-ти уже выступал по приглашениям. В 16 лет стал артистом оркестра «Киевского госцирка на сцене», в 18 лет, в 1964-м, выступает на эстраде в качестве артиста Астраханской областной, затем — Калмыцкой государственной филармонии.
В 1965—1966 годах — музыкант-инструменталист Грузинской государственной филармонии (Аджарский отдел). В 1967—1968 годах — артист Госфилармонии Южного берега Крыма. Солист джаз-оркестра Марка Горелика и джаз-оркестра Шико Аранова.
В конце 1960-х возвращается в Черновцы, где с 1970 по 1978 год работает директором Дома культуры Первомайского района.
В 1979-м по приглашению Запорожской областной филармонии переезжает в Запорожье и до 1994 года руководит созданными им ВИА «Сурмы», инструментальным коллективом «РИФФ» и группой «Новый день».
В 1995 году переезжает в Одессу, где открывает муниципальный театр музыки Яна Табачника.
В 1997—1998 годах — профессор кафедры народных инструментов Киевского национального университета культуры и искусств.
В 1999 году ездит с агитационным туром по колониям и тюрьмам на поддержку кандидата в президенты Украины Леонида Кучмы.
В 2000 году переезжает в Киев, где создаёт Международный творческий центр Яна Табачника.
Самыми успешными проектами Табачника-продюсера являются шоу «Честь имею пригласить», которое выходило в течение 20 лет и которое за это время посмотрели около миллиарда зрителей по всему миру, программа в формате интервью с известными людьми «Честь имею» и ежегодный Международный конкурс-фестиваль профессионального исполнительского искусства «AccoHoliday», в котором приняли участие молодые аккордеонисты, исполнители как эстрадно-джазовой, так и классической музыки, из более чем 40 стран мира. Конкурс пользуется огромной популярностью также у великих исполнителей: в состав его жюри входили известнейшие музыканты Ришар Гальяно, Владимир Бесфамильнов, Анатолий Семешко, Виктор Власов, Эдуард Габнис, Валерий Ковтун, Леонид Затуловский, Мирко Патарини и др.
С 1987 года Ян Табачник выступал с сольными концертами в Австрии, Финляндии, Польше, в 1990-е не единожды объездил с гастролями США, Канаду, Германию, Австралию, Великобританию, Израиль и другие страны. Стал лауреатом многочисленных конкурсов и фестивалей, привёз на Украину признанную еврейским мировым сообществом награду «Золотая менора». Постсоветское пространство исколесил от Кушки до Диксона, от Сахалина до Карпат, что подтверждает коллекция концертных афиш Яна Табачника, самой старой из которых более 50 лет.
С 1976 года выпустил пять дисков-гигантов на Всесоюзной фирме «Мелодия». В создании записей участвовали симфоджазовые коллективы, бенды и бигбенды.
Выпустил 11 компакт-дисков, в двух из которых является автором музыки и тестов песен. Песни Яна Табачника брали в свой репертуар Иосиф Кобзон, Вахтанг Кикабидзе, Людмила Гурченко, Валентина Толкунова и другие известнейшие артисты. В Музее гармоники Альфреда Мирека творчеству Яна Табачника посвящён один из стендов экспозиции.

Как аккордеонист-виртуоз, имеющий собственную, уникальную исполнительскую манеру, снискал уважение и признание коллег. Так, всемирно известный джазовый аккордеонист, ученик легендарного Астора Пьяццолы Ришар Гальяно побывал на Украине именно по приглашению Яна Табачника и сказал о нём следующее:
«Я ценю его музыкальную спонтанность в манере исполнения. Это человек-мелодия и очень харизматичная личность. Уже несколько лет между нами существует дружба — дружба двух людей, двух музыкантов. Я живу вне политики, и для меня наша совместная с Яном политика — это музыка. И, конечно, в частности аккордеон. Я очень рад нашему знакомству и тому, что я являюсь другом Яна Табачника».
Заслуженный деятель искусств Украины профессор Анатолий Семешко высказался об Яне Табачнике следующим образом: 
«Слово „феномен“ означает явление редкое, выходящее за обычные нормы. Так вот, признаюсь честно: всякий раз говоря или думая об Яне Табачнике, я невольно вспоминаю это красивое и мелодичное слово — „фе-но-мен“. Именно этим словом сегодня мне хочется охарактеризовать творческий и человеческий облик этого блестящего виртуоза своего дела — музыканта, организатора, автора многих ярких незабываемо вдохновенных творческих программ и проектов. Хотел бы выделить особо. Табачник всегда являлся и является ПЕРВООТКРЫВАТЕЛЕМ. Он никогда не шёл и не идёт ни в музыке, ни в жизни хожеными тропами, никогда не боялся и не боится экспериментировать, рисковать, постоянно открывая для слушателей и коллег всё новые и новые горизонты».
«Однажды мой соученик Юрий Винник, который впоследствии стал известным звукорежиссёром фирмы „Мелодия“, предложил мне прослушать несколько программ, записанных на грампластинку в исполнении Яна Табачника, — вспоминает народный артист Украины профессор кафедры народных инструментов Национальной музыкальной академии Украины Владимир Бесфамильнов. — Искренне был восхищён исполнением, программой, а ещё более тем, что аккордеонисту в лице Яна Табачника дали возможность стать известным в Советском Союзе и за его пределами». 
Ян Табачник — доктор философии Европейской академии информатизации в Брюсселе. Имеет почётные профессорские звания в нескольких музыкальных ВУЗах, в числе которых Донецкая и Тель-Авивская консерватории, а также Музыкальная академия имени Карела Липинского (Польша).
Жизненный и творческий путь Яна Табачника описан в трёх биографических книгах:
Коротич, Виталий Алексеевич. Доигрался: страницы жизни Яна Табачника. — К.: Мистецтво, 2005. — 208 с.
Табачник, Ян. Неуслышанные молитвы/ Литературная запись М. Маслия. — Черновцы: Букрек, 2011. — 396 с.
Табачник, Ян. Без аплодисментов/ Ред. А. Шестак. — Черновцы: Букрек, 2015. — 255 с.
Умер 11 сентября 2023 года в возрасте 78 лет в больнице Тель-Авива, Табачник 2 года боролся с раком лёгких.

## Общественная и политическая деятельность
Ян Табачник был народным депутатом Верховной Рады Украины V, VI, VII созывов от Партии регионов Украины. В политику музыканта привела общественная деятельность: в 2000 году Ян Табачник стал заместителем главы опекунского совета Всеукраинского благотворительного фонда Надежды и Добра, деятельность которого курировала первая леди Украины Людмила Кучма.
В ходе работы с фондом Табачник объездил с концертами и гуманитарной помощью более сотни детских домов и школ-интернатов Украины, а также исправительно-трудовые колонии, в том числе для несовершеннолетних преступников. Для некоторых заключённых музыкант добился пересмотра дел и помог вернуться к нормальной жизни. Оказывал помощь детям-сиротам, детям-инвалидам и одарённой творческой молодёжи Украины, помогал привлекать зарубежных меценатов к участию в благотворительных программах и акциях фонда. Является инициатором создания и главой клуба благотворителей «Честь имею», члены которого приобрели 35 домов для многодетных и малообеспеченных украинских семей.
В 2008 году к 600-летию Черновцов музыкант подарил родному городу памятный знак. Автор работы — скульптор Зураб Церетели.

## Награды
- Заслуженный артист Украинской ССР (1989).
- Народный артист Украины (22 марта 1994).
- Заслуженный деятель искусств Автономной Республики Крым (9 ноября 2001)[3].
- Кавалер ордена князя Ярослава Мудрого V степени (23 августа 2011).
- Полный кавалер ордена «За заслуги»:
  - I степень — 21 августа 2004[4].
  - II степень — 30 мая 2002[5].
  - III степень — 31 июля 1999[6].
- Президентский орден «Сияние» (Грузия),
- Полный кавалер ордена Святого Станислава,
- Орден «Суспільне визнання» III ст.,
- Золотой крест «Меценати Батьківщини»,
- Имеет награды Уполномоченного по правам человека Украины, СБУ, МВД и Министерства транспорта Украины, спецподразделения «Альфа», пограничных войск Украины, награждён за ликвидацию последствий аварии на ЧАЭС,
- Удостоен престижнейших зарубежных премий и наград, в числе которых золотая медаль государства Израиль,
- орден Петра Великого I ст. (Россия),
- орден царя Соломона Мудрого (Евросоюз),
- орден Святого Владимира I ст.,
- орден Горчакова I ст.,
- орден Дмитрия Донского,
- золотой орден Николая Чудотворца I ст.,
- орден Святого князя Александра Невского I ст.,
- орден Михаила Ломоносова и другие.
- Имеет звания-титулы "Маэстро «Золотой аккордеон», «Гранд-маэстро», награду Legenda viva («Живая легенда») и именную звезду на Аллее звезд города Киева.
- Лауреат Международной премии имени Сиди Таль.
- Почётный гражданин города Черновцы и города Мелитополя.
- Входит в сотню знаменитых евреев мира — выходцев из Украины.[источник не указан 610 дней][нейтральность?]